# Neospintharus furcatus
Neospintharus furcatus är en spindelart som först beskrevs av O. Pickard-Cambridge 1894.  Neospintharus furcatus ingår i släktet Neospintharus och familjen klotspindlar. Inga underarter finns listade i Catalogue of Life.